# Орановка
Орановка (рос. Орановка) — присілок у Долгоруковському районі Липецької області Російської Федерації.
Населення становить 12 осіб. Належить до муніципального утворення Стегаловська сільрада.

## Історія
З 13 червня 1934 до 6 січня 1954 року у складі Воронезької області. Відтак входить до складу Липецької області.
Згідно із законом від 2 липня 2004 року №114-оз органом місцевого самоврядування є Стегаловська сільрада.

## Населення
| 2010 |
| ---- |
| 12   |